# Cathédrale de Bevagna
Cette  cathédrale n’est pas la seule cathédrale Saint-Michel.
La cathédrale Saint-Michel (Cattedrale di San Michele Arcangelo ou Duomo di Bevagna en italien) est la cathédrale de Bevagna, ville italienne située en Ombrie.

## Localisation
La cathédrale Saint-Michel se dresse sur la place Silvestri face à l'église Saint-Sylvestre et au palais des Consuls érigé au XIIIe siècle en style gothique.

## Historique
La cathédrale a été édifiée vers la fin du XIIe siècle par les maîtres Binello et Rodolfo, dont le nom apparaît sous la représentation de saint Michel terrassant le dragon située à gauche du portail.

## Architecture

### La façade
La façade romane (orientée au sud-est) présente une structure tripartite. 
La partie centrale est ornée d'un beau portail possédant une archivolte à trois voussures ornées respectivement de motifs sculptés, de claveaux polychromes et d'une frise géométrique. De chaque côté du portail, le piédroit est surmonté par la figure de l'archange Michel tenant soit un livre soit un rouleau portant une inscription latine. Ce portail est surmonté d'une série de petites arcades romanes dont certaines sont ornées de têtes d'animaux et au-dessus desquelles prend place un immense oculus.
Chacune des parties latérales de la façade est percée d'une petite porte surmontée d'une galerie de trois baies séparées par des colonnettes à chapiteau, galerie elle-même surmontée de petites arcades ornées de têtes d'animaux comme les arcades de la partie centrale. La partie de droite présente également, au deuxième étage, une paire de petites baies géminées.

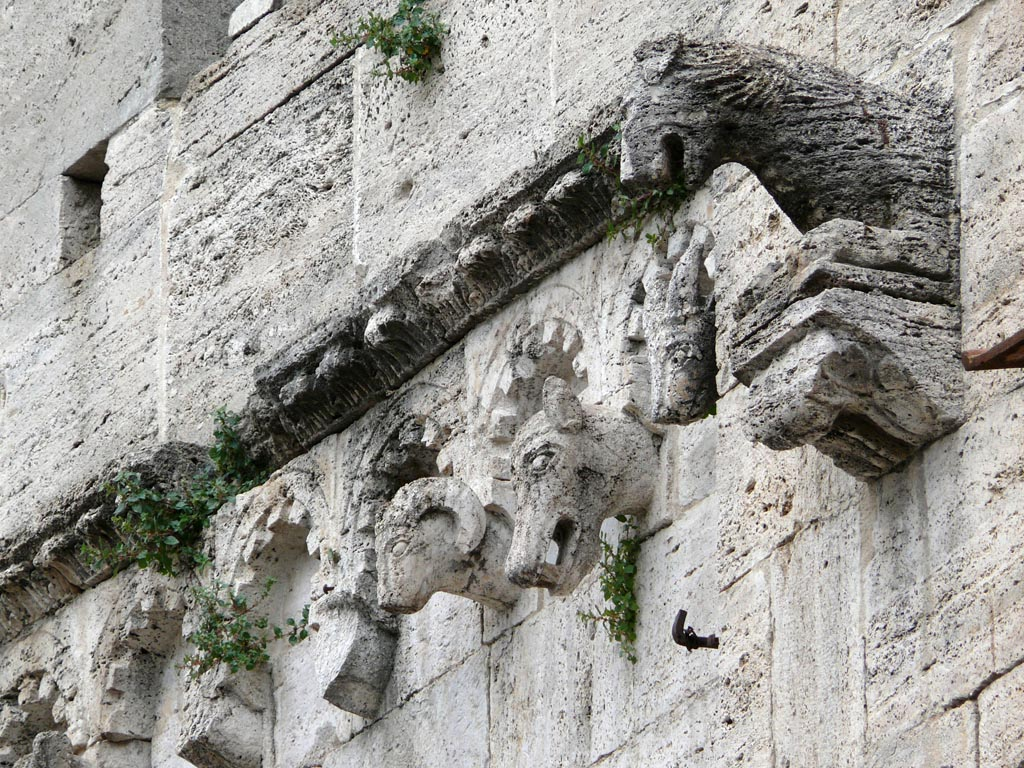
Détail des arcatures.

### Le clocher
Le clocher, situé à droite, présente un niveau intermédiaire percé de baies géminées surmonté de minuscules arcatures et un niveau supérieur percé, selon la face, de baies géminées ou de baies groupées par trois.

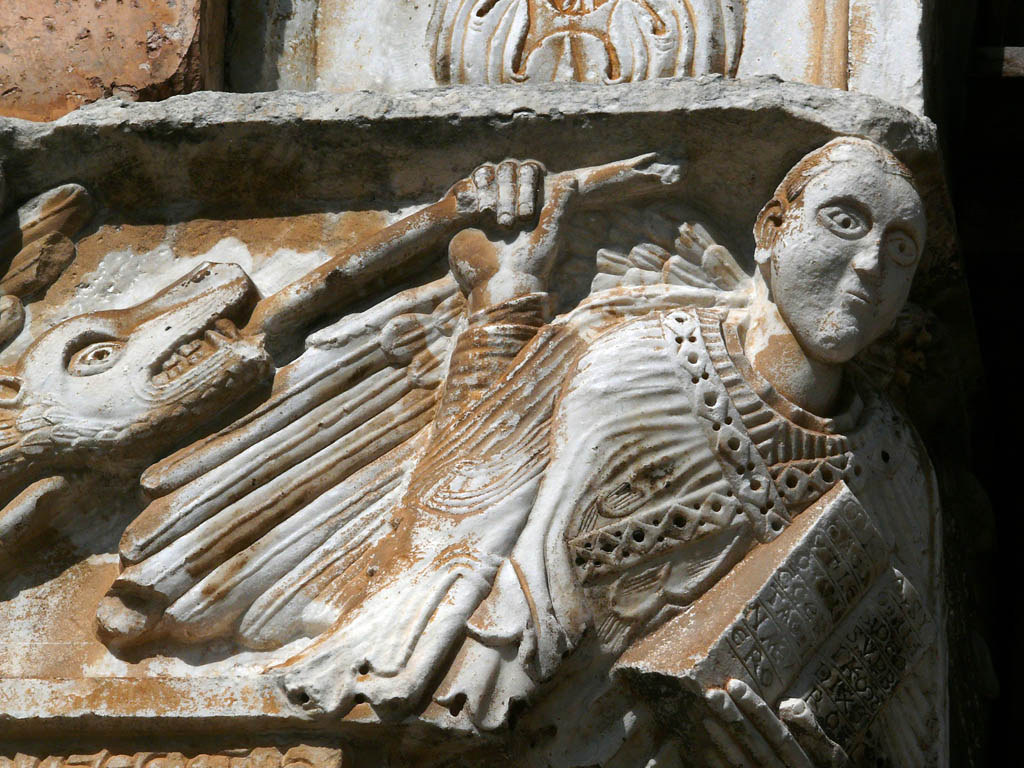
Archange du portail (gauche).
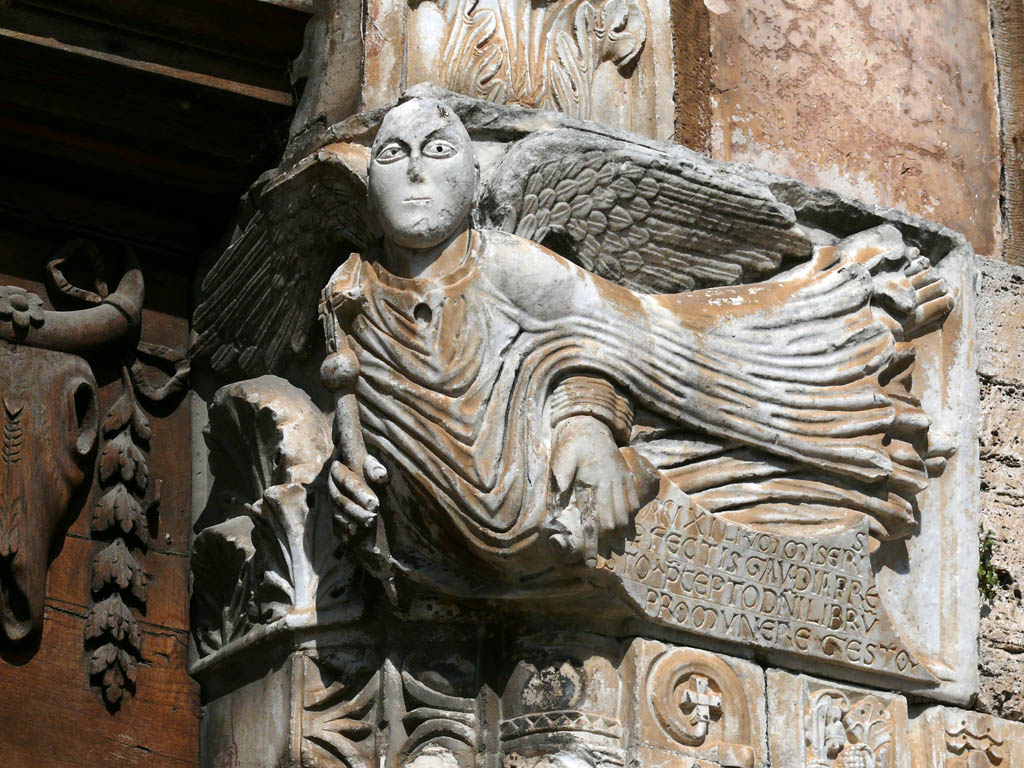
Archange du portail (droite).